# Huang Yaqiong
Huang Yaqiong (chinês simplificado: 黄雅琼, pinyin: Huáng Yăqióng; Chequião, 28 de fevereiro de 1994) é uma jogadora de badminton chinesa, medalhista olímpica.

## Carreira
Nos Jogos Olímpicos de Verão de 2020, em Tóquio, conquistou a medalha de prata na categoria duplas mistas ao lado de Zheng Siwei após confronto na final contra os também chineses Wang Yilyu e Huang Dongping. Ela ganhou o prestigioso All England Open em 2017 em parceria com Lu Kai.
Nos Jogos Olímpicos de Verão de 2024, em Paris, conquistou a medalha de ouro na disputa de duplas mistas, também ao lado de Siwei.